# Charaxes acraeoides
Charaxes acraeoides is een vlinder uit de familie van de Nymphalidae. De wetenschappelijke naam van de soort werd in 1908 gepubliceerd door Herbert Druce.